# Stanislav Řehák
Stanislav Řehák (4. června 1949 Kroměříž – 12. září 2006 Brno) byl český regionální geograf a vysokoškolský pedagog specializující se na geografii dopravy.
Vystudoval zeměpis a biologii na tehdejší UJEP v Brně (dnes Masarykova univerzita), pod vlivem doc. Šlampy se nakonec zaměřil na dopravní geografii. Od roku 1974 působil v Geografickém ústavu ČSAV, po jeho zrušení roku 1993 přešel na katedru geografie (později Geografický ústav) Přírodovědecké fakulty MU, kde pracoval až do své předčasné smrti.
Zabýval se hromadnou dopravou a regionalizací na bázi dopravních vazeb, podílel se na sestavení Atlasu ze SLDB 1980 (1984), Atlasu obyvatelstva ČSSR (1987) a Atlasu životního prostředí a zdraví obyvatelstva ČSFR (1992). Po rozdělení Československa začal rovněž zkoumat a analyzovat vliv nově vzniklé státní hranice na prostorové interakce.
Účastnil se debaty o reformě českého krajského zřízení, byl zastáncem rozdělení na 9 krajů (tato varianta se nakonec neprosadila).
Na jeho počest je nazvána Cena Stanislava Řeháka, o niž je pravidelně konána celostátní soutěž studentských vědeckých prací z oboru geografie.